# Naučná stezka Za polevskými obry

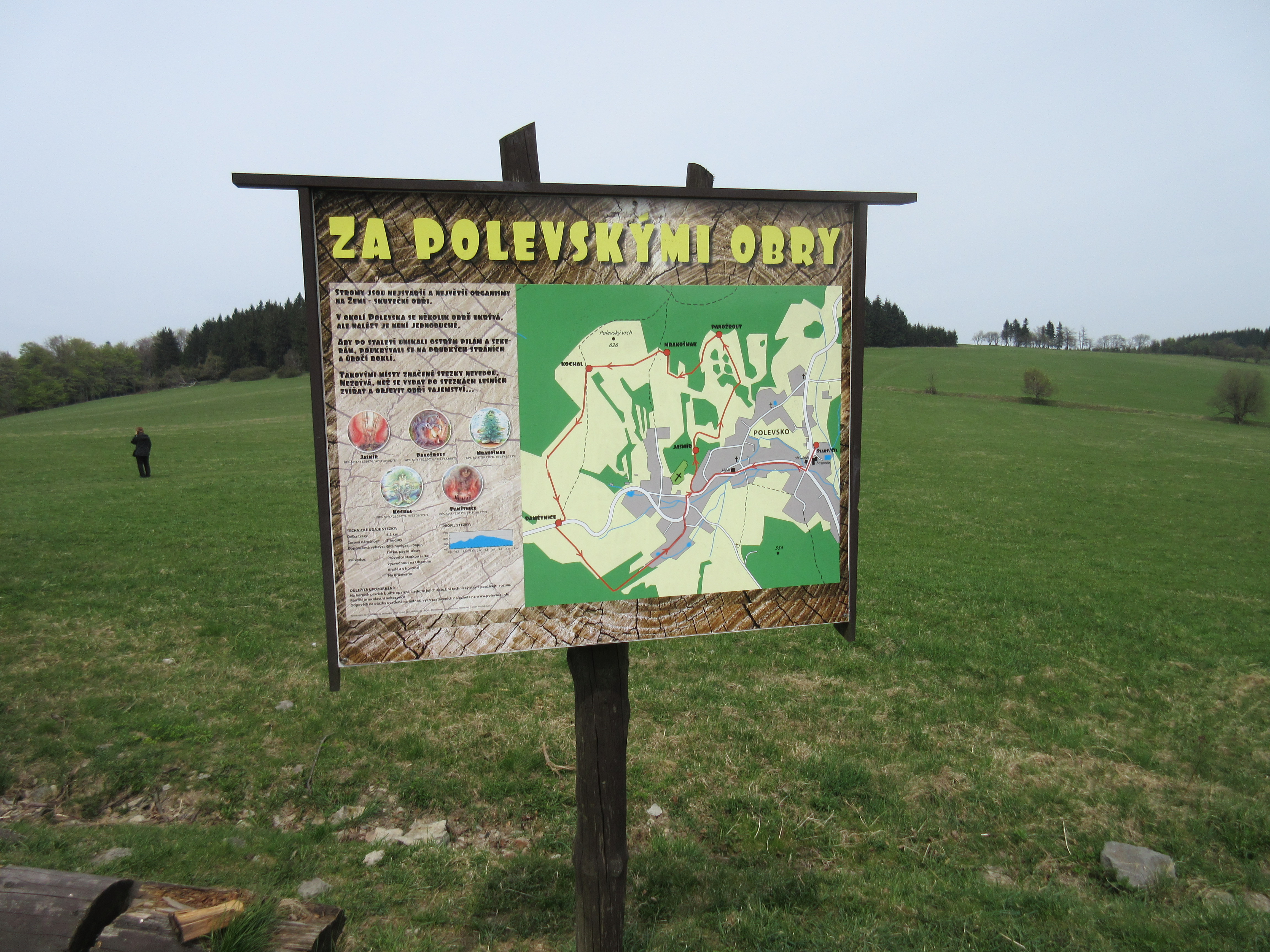
Infotabule na trase stezky

Naučná stezka Za polevskými obry vznikla v roce 2013 v obci Polevsko a jejím okolí v okrese Česká Lípa na území ve správě CHKO Lužické hory.

## Základní údaje
Trasa je dlouhá 4,3 km a s ohledem na kopcovitý terén je uváděna časová náročnost 3 hodiny. Na obecním úřadě v obci v nedalekém hostinci Na křižovatce lze získat průvodní materiály, protože absolvování stezky lze spojit se hrou pro děti. Zde je i počátek stezky, větší část je okruh od rozcestníku u kostela, který prochází přes Polevský vrch. Pětice informačních panelů na trase seznamuje turisty s několika obrovskými stromy, které autor projektu pojmenoval takto:
- Jasmír – javor horský klen
- Panožrout – buk lesní
- Mrakošmak – smrk ztepilý
- Kochal – jeřáb ptačí
- Pamětnice – lípa

Stezka byla vybudována podle návrhu a s pomocí Ing. Sochy. Náklady byly zhruba 260 tisíc korun a na jejich úhradě se podílela obec a dotační program Ministerstva pro místní rozvoj.
Na mapách firmy Seznam.cz (Mapy.cz) je trasa vynačena jako NS Za Polevskými obry.